# Yavnella
Yavnella – rodzaj mrówek z podrodziny Leptanillinae.

## Gatunki
Obejmuje 2 opisane gatunki:
- Yavnella argamani
- Yavnella indica